# 姜敏赫
姜 敏赫（カン・ミンヒョク、英語: Kang Min-hyuk、朝鮮語: 강민혁、1999年2月17日 - ）は、大韓民国の男子バドミントン選手。2023年の世界王者。同年の年間王者にも輝いた。

## 経歴
ジュニア時代は金元昊とペアを組み、2017年の世界ジュニア選手権では銅メダルを獲得した。
2022年からは、1歳年上の徐承宰とペアを組み国際大会に出場する。
同年4月の韓国オープンでは、準決勝で世界ランク2位のモハマド・アッサン / ヘンドラ・セティアワンを破り、決勝では世界ランク9位のファジャル・アルフィアン / ムハマド・リアン・アルディアントを破って優勝した。

### 2023年
2023年のマレーシア・マスターズでは、1回戦目で世界ランク1位のファジャル・アルフィアン / ムハマド・リアン・アルディアントペアを破り、そのまま流れに乗り決勝でマレーシアペアを破って優勝を果たした。
8月のオーストラリア・オープンでは、準々決勝で再び世界ランク1位のファジャル・アルフィアン / ムハマド・リアン・アルディアントを破り、準決勝では前週大会王者の李洋 / 王齊麟を破る。決勝でも世界ランク5位の保木卓朗 / 小林優吾を破って優勝した。

#### 世界選手権優勝
2週間後の世界選手権では、準決勝で世界ランク4位のアーロン・チア / ソー・ウーイックを破り、決勝ではキム・アストルプ / アンダース・スカールプ・ラスムセンを破って優勝。世界選手権初メダルにして、悲願の金メダルを達成した。

#### 年間王者達成
12月のBWFワールドツアーファイナルズでは、グループリーグを2位通過し、準決勝で劉雨辰 / 欧烜屹を破って決勝に進出。決勝では、世界ランク1位の梁偉鏗 / 王昶を破って優勝。2023年の年間王者となった。

### 2024年
1月初週のマレーシア・オープンでは、準決勝に進出するも世界ランク2位のサトウィクサイラジ・ランキレッディ / チラグ・シェッティに敗れ敗退。しかし翌週のインド・オープンでは、決勝までを全てストレートで勝ち上がり、決勝では上記のインドペアにリベンジを果たして優勝した。
8月、9月のジャパン・オープン、韓国オープン、香港オープンの3大会連続で決勝に進出。

## 成績

### 世界選手権
| 年   | 開催地         | パートナー | 対戦相手                                            | スコア              | 結果 |
| ---- | -------------- | ---------- | --------------------------------------------------- | ------------------- | ---- |
| 2023 | コペンハーゲン | 徐承宰     | キム・アストルプ アンダース・スカールプ・ラスムセン | 14-21, 21-15, 21-17 | 優勝 |

### アジア選手権
| 年   | 開催地 | パートナー | 対戦相手          | スコア              | 結果 |
| ---- | ------ | ---------- | ----------------- | ------------------- | ---- |
| 2019 | 武漢   | 金元昊     | 遠藤大由 渡辺勇大 | 17-21, 22-20, 25-27 | ３位 |

### BWFワールドツアー

#### 5タイトル・2準優勝
| 年   | 大会                          | レベル                        | パートナー | 対戦相手                                                  | スコア              | 結果   |
| ---- | ----------------------------- | ----------------------------- | ---------- | --------------------------------------------------------- | ------------------- | ------ |
| 2024 | インド・オープン              | スーパー750                   | 徐承宰     | サトウィクサイラジ・ランキレッディ チラグ・シェッティ     | 15-21, 21-11, 21-18 | 優勝   |
| 2023 | BWFワールドツアーファイナルズ | ファイナルズ （スーパー1000） | 徐承宰     | 梁偉鏗 王昶                                               | 21-17, 22-20        | 優勝   |
| 2023 | オーストラリア・オープン      | スーパー500                   | 徐承宰     | 保木卓朗 小林優吾                                         | 21-17, 21-17        | 優勝   |
| 2023 | マレーシア・マスターズ        | スーパー500                   | 徐承宰     | マン・ウェイチョン ティー・カイウン                       | 21-15, 22-24, 21-19 | 優勝   |
| 2023 | ドイツ・オープン              | スーパー300                   | 徐承宰     | 催率圭 金元昊                                             | 19-21, 21-18, 19-21 | 準優勝 |
| 2022 | 韓国オープン                  | スーパー500                   | 徐承宰     | ファジャル・アルフィアン ムハマド・リアン・アルディアント | 19-21, 21-15, 21-18 | 優勝   |
| 2022 | USオープン                    | スーパー300                   | 金元昊     | 欧烜屹 任翔宇                                             | 21-16, 16-21, 17-21 | 準優勝 |

### 世界ジュニア選手権
| 年   | 開催地           | パートナー | 対戦相手              | スコア              | 結果 |
| ---- | ---------------- | ---------- | --------------------- | ------------------- | ---- |
| 2017 | ジョグジャカルタ | 金元昊     | 金子真大 久保田友之祐 | 21-19, 17-21, 19-21 | ３位 |

### アジアジュニア選手権
| 年   | 開催地     | パートナー | 対戦相手      | スコア              | 結果 |
| ---- | ---------- | ---------- | ------------- | ------------------- | ---- |
| 2017 | ジャカルタ | 白荷娜     | 羅星昇 成雅瑩 | 20-22, 21-18, 19-21 | ３位 |